# Magyaria fenestrata
Magyaria fenestrata är en kvalsterart som beskrevs av Balogh och Sandór Mahunka 1974. Magyaria fenestrata ingår i släktet Magyaria och familjen Haplozetidae. Inga underarter finns listade i Catalogue of Life.